# Robert Tézenas du Montcel
Pour les articles homonymes, voir Tézenas.
 (juillet 2024).
Si vous disposez d'ouvrages ou d'articles de référence ou si vous connaissez des sites web de qualité traitant du thème abordé ici, merci de compléter l'article en donnant les références utiles à sa vérifiabilité et en les liant à la section « Notes et références ».
Robert Tézenas du Montcel est un alpiniste français né le 22 septembre 1902 à Saint-Étienne et décédé le 30 juillet 1986 à Breuil-le-Sec.

## Biographie
Docteur en droit avec une thèse sur La Mine et les dégâts de surface, étude de doctrine et de jurisprudence minières (Paris 1930), Robert Tézenas du Montcel devient avocat à la cour d’appel de Lyon.
Reçu deuxième au concours de la Cour des comptes, il y entre comme auditeur en 1930. Il est rapporteur à la commission supérieure des dommages de guerre et secrétaire du comité supérieur des économies.
Il est reçu au concours d'inspecteur des Colonies en 1934, donne sa démissionne de la Cour de comptes le 28 août de cette même année et est conseiller référendaire honoraire le 6 février 1937.
Alpiniste, il prend part à une expédition dans le Caucase en 1933. Il est vice-président de la Fédération française de la montagne et président du Groupe de haute montagne du Club alpin français de 1939 à 1945.
Président de l'Institut d'émission de l'Afrique occidentale française et du Togo depuis 1955, il devient le premier président de la Banque centrale des États de l'Afrique de l'Ouest (BCEAO) entre 1959 à 1961.

## Ouvrages
- La Mine et les dégâts de surface, étude de doctrine et de jurisprudence minières, Paris 1930
- Ce monde qui n’est pas le nôtre, Paris Gallimard 1965